# Šebenik
Šebenik je priimek več znanih Slovencev:
- Anton Šebenik (1941–1998), kemik, prof.
- Jože Šebenik (1934—2009), kolesar
- Matej Šebenik, novinar
- Matej Šebenik (*1983), šahist
- Robert Šebenik (*1965), kolesar
- Urška Šebenik, kemičarka (Katedra za materiale in polimerno inženirstvo FKKT UL)